# Palazzo Chigi-Odescalchi

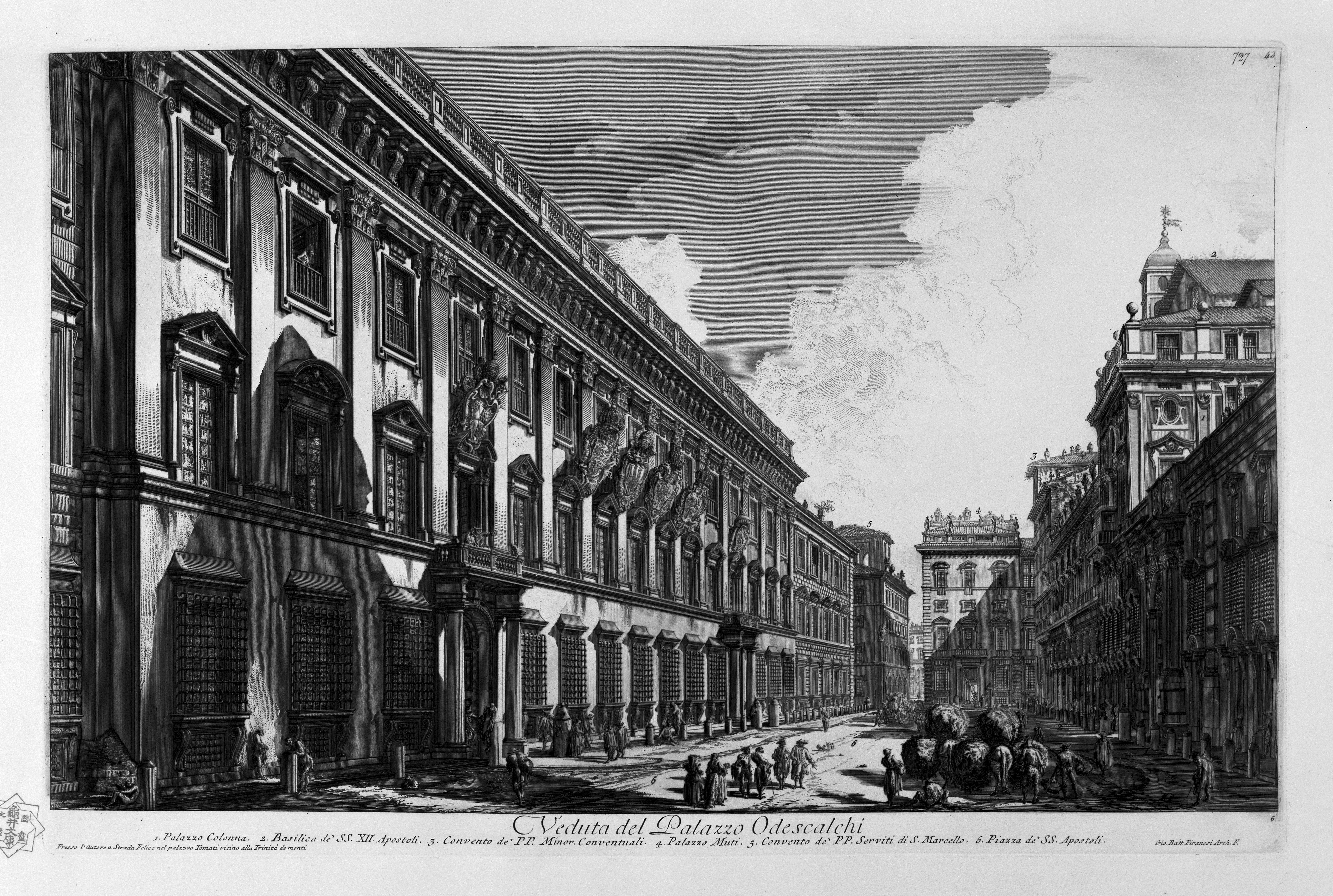
Gravura de Piranesi (séc. XVIII).

Palazzo Chigi-Odescalchi, conhecido também como Palazzo Chigi ai Santi Apostoli, é um palácio barroco e neorrenascentista localizado na Piazza Santi Apostoli, no rione Trevi de Roma.

## História
O edifício original, retrabalhado por Carlo Maderno, pertencia à família Colonna, que, em 1622, o vendeu à Ludovisi Boncompagni e depois o comprou de volta poucos anos depois. Em 1661, o palácio, cedido em usufruto ao cardeal Flavio Chigi, foi objeto de uma importante transformação por obra de Gian Lorenzo Bernini por volta de 1665. Em 1745, o edifício passou para o príncipe Baldassare Odescalchi e foi novamente ampliado, desta vez por Nicola Salvi e Luigi Vanvitelli. Finalmente, em 1887, o palácio foi danificado por um incêndio: a fachada na Piazza Santi Apostoli foi restaurada e a que fica ao longo da Via del Corso foi totalmente reconstruída por Raffaelo Ojetti.

## Descrição
Particularmente importante é a porção original do palácio, cuja fachada foi idealizada por Bernini. Idealizada no século XVII, ela pode ser considerada um verdadeiro modelo para a fachada de diversos palácios barrocos italianos e europeus. Bernini de fato apresentou também um projeto para a fachada do Museu do Louvre, que jamais foi realizada. Este projeto depois foi a base de importantes projetos, como o do Palácio Real de Estocolmo, desenhado por Nicodemus Tessin, o Jovem, que estudou no estúdio de Bernini.
Antes das sucessivas ampliações, a fachada apresentava um corpo avançado na parte central, definido por lesenas colossais e coroado por uma balaustrada no topo. Este corpo avançado foi ocultado no século XVIII, quando a fachada foi redesenhada, mas o estilo do projeto de Bernini foi mantido. Nela se abrem dois portais que levam a um pátio interno porticado realizado por Carlo Maderno e decorado com várias estátuas. Decididamente eclética, a fachada na Via del Corso, construída em neorrenascentista com base nos palácios florentinos do século XV.